# Derby (formaggio)
Il Derby è un formaggio a base di latte vaccino originario del Derbyshire, in Inghilterra. 

## Descrizione
Il Derby ha un sapore dolce e burroso, una consistenza semi-solida. Ha un interno color arancio chiaro-dorato, una crosta che può essere naturale o cerata, e matura tra uno e sei mesi. Per molti aspetti, il Derby è simile al Cheddar nel gusto e nella consistenza, ma è più soffice (non viene infatti sottoposto al cosiddetto processo cheddaring, che serve a ridurre le quantità di siero nel latte) ed è leggermente più umido. Man mano che matura, il Derby diviene sempre meno elastico e delicato e acquisisce un sapore più dolce oltre a una  maggiore solidità. Il formaggio può anche contenere la salvia (sage Derby).